# Tang Muzong
Tang Muzong (kinesiska: 唐穆宗, Táng Mùzōng), född 795, död 824, var den kinesiska Tangdynastina trettonde kejsare och regerade år 820 till 824. Hans personliga namn var Li Heng (kinesiska: 李恒, Lǐ Héng). År 822 blev kejsare Muzong förlamad av en stroke och hans hov dominerades då av eunucken Wang Shoucheng och kansler Li Fengji.